# Jastrzębiec (gromada)
Jastrzębiec – dawna gromada, czyli najmniejsza jednostka podziału terytorialnego Polskiej Rzeczypospolitej Ludowej w latach 1954–1972.
Gromady, z gromadzkimi radami narodowymi (GRN) jako organami władzy najniższego stopnia na wsi, funkcjonowały od reformy reorganizującej administrację wiejską przeprowadzonej jesienią 1954 do momentu ich zniesienia z dniem 1 stycznia 1973, tym samym wypierając organizację gminną w latach 1954–1972.
Gromadę Jastrzębiec z siedzibą GRN w Jastrzębcu utworzono – jako jedną z 8759 gromad na obszarze Polski – w powiecie buskim w woj. kieleckim, na mocy uchwały nr 13a/54 WRN w Kielcach z dnia 29 września 1954. W skład jednostki weszły obszary dotychczasowych gromad Jastrzębiec, Falencin Nowy (bez kolonii Falencin Stary) i Dziesławice ze zniesionej gminy Wolica oraz Żerniki Dolne ze zniesionej gminy Tuczępy w tymże powiecie. Dla gromady ustalono 13 członków gromadzkiej rady narodowej.
Gromadę zniesiono 31 grudnia 1959, a jej obszar włączono do gromad Kargów (wsie Jastrzębiec i Żerniki Dolne oraz kolonie Jastrzębiec Grunta, Jastrzębiec Łąki i Fortunka) i Białoborze (wsie Falencin Nowy i Dziesławice oraz kolonię Dziesławice).